# Evangelical Lutheran Church in Canada
Die (englisch Evangelical Lutheran Church in Canada (ELCIC), deutsch Evangelisch-Lutherische Kirche in Kanada, französisch Eglise evangelique lutherienne au Canada) ist eine lutherische Kirche in Kanada. Zur ELCIC gehörten 2010 rund 148.863 getaufte Kirchenmitglieder in 624 Gemeinden. Sie vertritt eine liberalere Theologie als die Lutherische Kirche – Kanada (engl. Lutheran Church – Canada (LCC)), zu der 67.154 getaufte Gemeindeglieder in 312 Kirchgemeinden (2010) gehören.

## Kirchengeschichte
Die Evangelical Lutheran Church in Canada entstand 1986 durch die Fusion zweier Vorgängerkirchen, der Evangelical Lutheran Church of Canada, die wiederum 1966 von kanadischen Gemeinden der American Lutheran Church gegründet worden war, und drei Synodalbezirken der Lutheran Church in America, die als Canada Section bezeichnet wurden. 1988 fusionierten auch die US-amerikanischen Schwesterkirchen zur Evangelical Lutheran Church in America (ELCA).

## Ökumenische Beziehungen
Die Evangelical Lutheran Church in Canada gehört zum Lutherischen Weltbund, zum Kanadischen Kirchenrat und zum Ökumenischen Rat der Kirchen. Volle Kirchengemeinschaft besteht entsprechend der Waterloo Declaration von 2001 zur Anglican Church of Canada.

## Lehre
Die ELCIC lehrt die Inhalte der Bibel und den christlichen Glauben aufgrund der drei Glaubensbekenntnisse: des Nicänischen Glaubensbekenntnisses, des Apostolischen Glaubensbekenntnisses und des Athanasischen Glaubensbekenntnisses. Sie beruft sich auf Martin Luther.
In den Vorgängerkirchen der ELCIC wurden seit 1976 Frauen ordiniert; auch die Ordination homosexueller Pastoren wird praktiziert. Die Segnung gleichgeschlechtlicher Paare wurde 2006 in der Eastern Synod, einem der fünf Synodalbezirke, zugelassen; dieser Beschluss wurde vom nationalen Kirchenrat unter Bischof Raymond Schultz  vorläufig außer Kraft gesetzt, da die Synode ihre Entscheidungsbefugnis überschritten habe. Gleichzeitig wurde ein Entwurf für die Kirchenversammlung 2007 vorgelegt, der das Entscheidungsrecht über die Segnung gleichgeschlechtlicher Paare an die Gemeinden delegiert. Obwohl die Eastern Synod auf der Rechtmäßigkeit ihres Beschlusses besteht, hat sie dessen Vollzug bis zu einer Entscheidung der Kirchenversammlung ausgesetzt. Im Juli 2011 befürwortete die Kirchenversammlung die Segnung gleichgeschlechtlicher Paare.
Zur ELCIC gehören die beiden Seminare Waterloo Lutheran Seminary und  Lutheran Theological Seminary in Saskatoon.

## Kirchenorganisation und -leitung
Die ELCIC gliedert sich in fünf Synodalbezirke, die jeweils von einem Bischof geleitet werden. Die einzelnen Synodalbezirke entsenden Delegierte in die National Convention (Kirchenversammlung), die den Kirchenrat und den als National Bishop bezeichneten Kirchenvorsitzenden wählt.
Als National Bishop amtierten:
- Donald Sjoberg, 1986–1993
- Telmor Sartison, 1993–2001
- Raymond Schultz, 2001–2007
- Susan Johnson,[6] seit 2007

Die fünf Synodalbezirke sind:
- The British Columbia Synod
- The Synod of Alberta and the Territories
- The Saskatchewan Synod
- The Manitoba/Northwestern Ontario Synod
- The Eastern Synod